# Råssö naturreservat
Råssö naturreservat (eller Rossö natrurreservat) är ett naturreservat i Stala socken i Orusts kommun i Bohuslän.
Råssö naturreservat består av en halvö ut i Stigfjorden på Orust. Området avsattes 1974 och är 488 hektar stort. På Råssöhalvön finns ekdungar och hagmarker och även ett bestånd av barrskog.
Området ingår i EU:s ekologiska nätverk av skyddade områden, Natura 2000 och förvaltas av Västkuststiftelsen.

## Bildgalleri

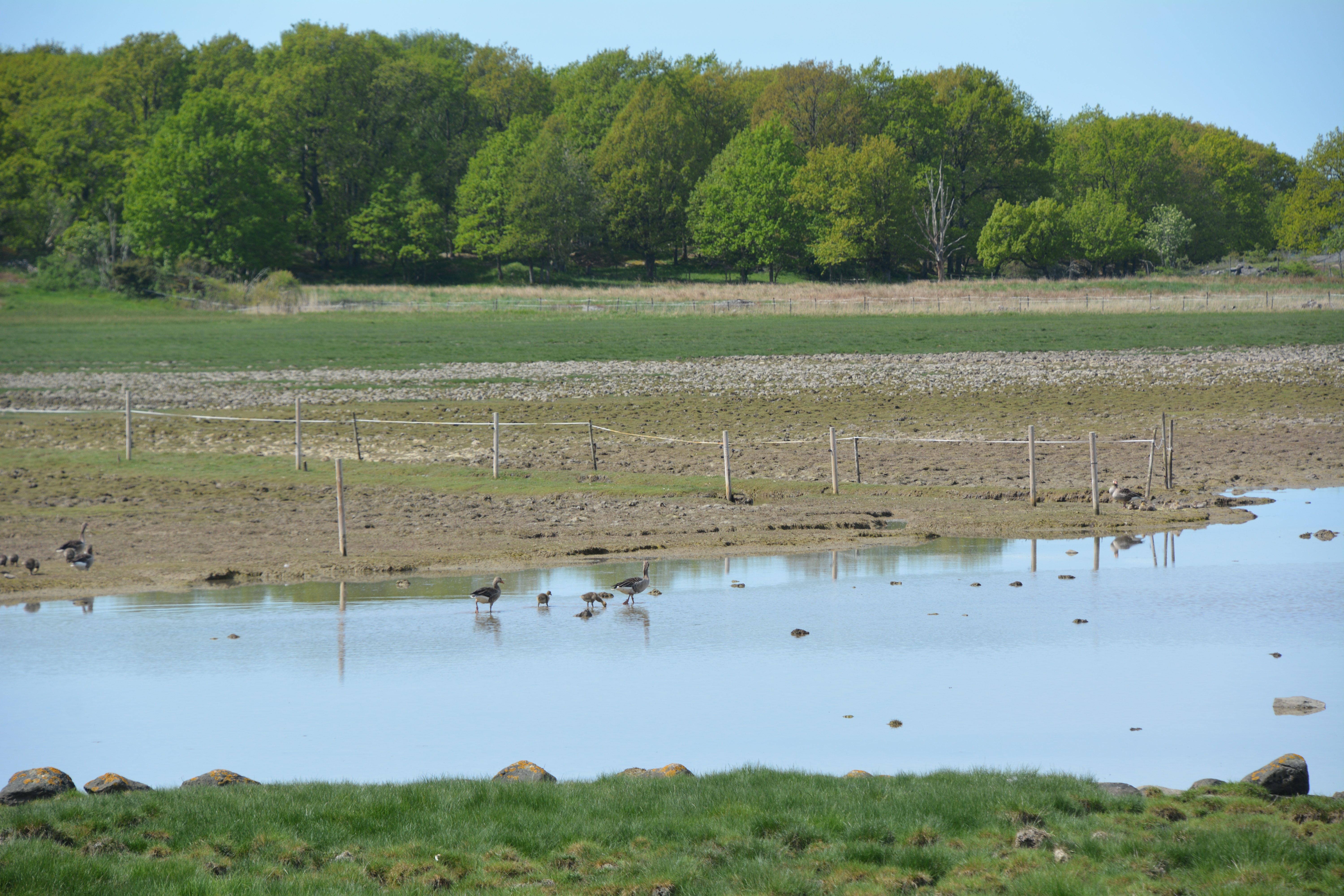
Mad och mar i norra delen av Råssö naturreservat
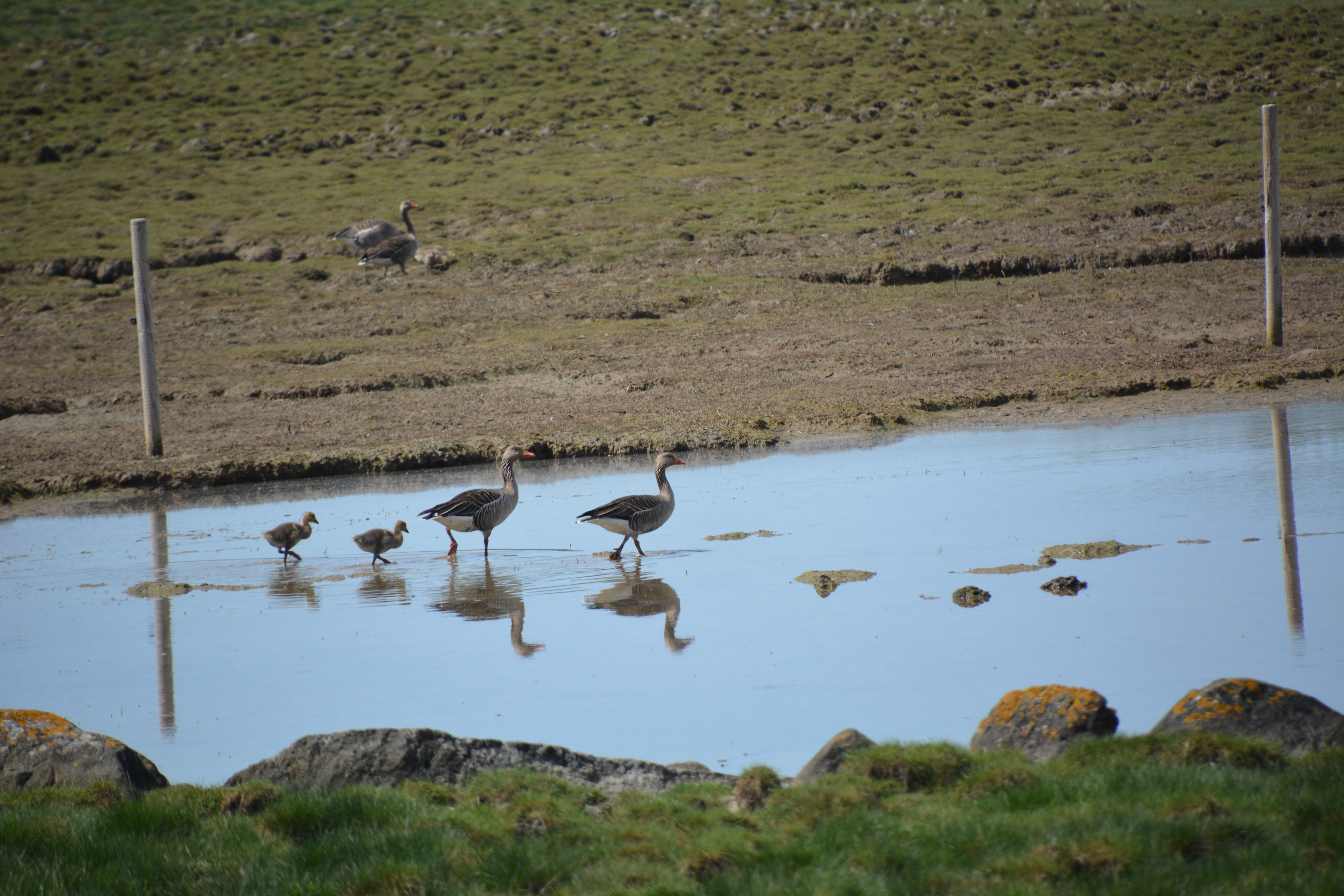
Grågäss i mar på Råssö naturreservat